# Lacul Catlabuga
Limanul Catlabuga (în limba noastră ; în ucraineană Катлабух Catlabuh, în rusă Каталпуг Catalpug) întâlnit și sub forma Cătlăbuga este un liman fluviatil natural cu apă dulce, situat în lunca formată pe cursul inferior al Dunării, în Bugeac, în Basarabia. Din punct de vedere administrativ se află în raionul Ismail din regiunea Odesa (Ucraina). 
Este unul dintre cele mai mari limane din Ucraina, cu o suprafață de 67 km². Are o lungime de 21 km, iar lățimea variază între 1 și 11 km. Adâncimea maximă a lacului este de aproximativ 4 m.

## Geografia
Catlabugul este un liman, nu un lac, deoarece din punct de vedere geografic, este în mod specific, ca formațiune naturală, o lagună situată la ieșirea unui curs de apă dulce spre Dunăre și legată de acestea printr-o portiță (în limba greacă στόμα - stoma, adică gură, în rusă бухта - buhta, idem), care străpunge cordonul nisipos-mlăștinos ce o desparte de fluviu (în română grind, în  greacă αμμογλώσσα limbă de nisip, în rusă Коса - kosa). Aceste caracteristici proprii deosebesc limanul atât de un lac, cât și de celelalte tipuri de lagune.
Bazinul limanului Catlabug are o formă alungită. Malurile sunt formate din calcar terțiar (în zona satului Tașbunar), acoperite cu nisip și argilă. Malurile nordice sunt mai înalte (în unele locuri înălțimea ajunge la 8–10 m), pe alocuri abrupte, presărate cu ravene (râpi adânci), iar cele sudice sunt joase și nisipoase. Fundul adânc al lacului se află acoperit cu un strat de mâl negru conținând hidrogen sulfurat, iar fundul mai puțin adânc și malurile este acoperit cu nisip amestecat cu argilă sau pietricele. 
În partea de sud, limanul Catlabuga este legat de brațul Chilia printr-un canal strâmt prin care trec peștii. În trecut, Catlabuga a fost un rezervor unde erau colectate apele Dunării când acestea depășeau cotele de inundații.
Din bazinul principal al limanului se ramifică lateral două golfuri : Golful Tașbunar (în partea de nord-vest, cu o lungime de 4 km) - unde se varsă râul Tașbunar și Golful Hasan (în partea de nord-est, cu o lungime de 5 km) - unde se varsă râul Enica. În partea superioară a Golfului Hasan au fost amenajate iazuri piscicole. 
Golful Hasan a apărut inițial prin inundarea temporară a unor zone joase în secolele XIX-XX, ca urmare a alunecărilor de teren, a eroziunii solului și a inundațiilor. Apa din lac a ajuns la o înălțime de 30–50 cm deasupra nivelului Dunării, devenind o parte permanentă a bazinului Catlabugului. 
Pe malul limanului sunt o serie de așezări omenești și anume: Șichirlichitai, Hasan-Aspaga, Câșlița-Dunăre, Doluchioi și Erdec-Burnu.

## Hidrografie
Limanul Catlabuga este aprovizionat cu apă în special ca urmare a schimbului de apă cu Dunărea (de care este legat printr-o serie de canale). În partea de nord a limanlui se varsă râul Catalpugul Mare (cu afluentul său Catalpugul Mic, se varsă la sud de localitatea Șichirlichitai-Noi), în cea de vest râul Tașbunar (confluența având loc în apropiere de satul Erdec-Burnu), iar în cea de est râul Enica (care se varsă în dreptul localității Hasan-Aspaga). În sezoanele ploioase, ploile și zăpezile produc o creștere a suprafeței lacului. 
Temperatura la suprafață a apei poate atinge vara un maxim de 24-26°C. În sezonul de iarnă, lacul îngheață la suprafață. Salinitatea apei variază într-un interval de la 1 la 1,6 g/litru.  
În prezent, o parte dintre canalele de legătură cu Dunărea au fost betonate și îndiguite, terenurile dintre liman și fluviu fiind transformate în poldere, unde au fost amenajate iazuri piscicole. Rezultatul a fost un schimb natural de apă mai redus cantitativ, care a dus la deteriorarea calității apei din liman și scăderea înmulțirii peștilor și a biodiversității. 
Ecologii au făcut propuneri de refacere a legăturii dintre Catlabuga și brațul Chilia, cât mai apropiată de cea naturală. Conform oamenilor de știință, ca urmare a acestui proces, va crește suprafața zonelor inundabile, va începe să crească cantitatea de icre depuse și se va îmbunătăți calitatea apei din lac. 

## Flora și fauna
Aflat în lunca Dunării, în apropiere de Delta Dunării, limanul Catlabuga dispune de o bogată vegetație acvatică. La suprafață este acoperit cu stuf, trestie, papură de baltă și nuferi, iar la adâncime sunt alge și alte plante acvatice. De asemenea, aici se află și specii rare de plante cum ar fi castanele de baltă (Trapa natans). Pe malurile lacului își fac cuiburi păsările migratoare. 
Principalele specii de pești care populează apele limanului sunt bibanul, cleanul, crapul, plătica, roșioara, somnul și știuca. Mai rar sunt întâlniți și pești din speciile guvid, sabiță sau văduviță. Pescuitul are caracter industrial, în apropierea limanlui existând iazuri de reproducere în care sunt crescuți pești din speciile crap argintiu și crap amur. În prezent, sunt luate măsuri pentru a proteja resursele naturale ale lacului, inclusiv prin introducerea de perioade de prohibiție (în care pescuitul este interzis). 
Pe lângă pești, în apele Catlabugului viețuiește o populație de raci de circa 15 de milioane de indivizi, care nu se pescuiesc, fiind ocrotiți.

## Istoric
Malurile limanului Catalpug au fost locuite cu mult timp înaintea erei noastre. Pe maluri au fost descoperite urme arheologice aparținând Culturii Gumelnița, datând din mileniul VI î.Hr. Pe malul nordic al lacului trecea Valul lui Traian. În antichitate și în perioada bizantină, este menționat în zonă limanul Thiagola, lângă brațul Psilon (azi Chilia), fără să fim siguri că acest Thiagola este Catlabuga de azi. Timp de mai multe veacuri din sec. VII până în sec. XIII, zona este disputată între Bizantini (adică Greci), Bulgari și felurite popoare migratoare precum Uzii, Maghiarii, Pecinegii și Comanii (ziși și Polovți), ca până la urmă să se impună aici Tătarii, care dau denumirile astăzi oficiale ale limanelor.
În 1328, regiunea este inclusă în voevodatul Țării Românești, independent de Ungaria în 1330, și ia atunci numele de Basarabia, de la dinastia întemeietoare a voevodatului. În 1412, este alipită voevodatului Moldovei. 
La 16 noiembrie 1485, în apropierea satului Arsachi (Erdec-Burnu) de pe malul lacului, a avut loc Bătălia de la Cătlăbuga în care oastea moldovenească a lui Ștefan cel Mare (1457-1504), cu ajutor polonez, a învins armata otomană condusă de Bali-beg Malkoç Oglu, pașa de Silistra. După descrierea cronicarului Grigore Ureche, "mai apoi, într-același an, Ștefan vodă, daca au scos vrăjmașii săi din țară și daca au răcitu vrémea și caii turcilor au slăbitu, au lovit pre Malcociu la Catlabuga, noiemvrie 16, de au topit toată oastea turcească. Într-aceasta bucurie, daca s-au întorsu Ștefan vodă, au zidit bisérica pre numele sfântului Nicolae în târgul Iașiloru" . În semn de mulțumire, Ștefan cel Mare a ctitorit Biserica Sfântul Nicolae Domnesc din Iași. Deși biruitor aici, Ștefan, învins în alte bătălii, este silit să le cedeze turcilor regiunea, care ia atunci denumirea de Bugeac, și rămâne turcească până la 1812. În 1812, populația locală de greci, români moldoveni și tătari (căreia i se alăturaseră lipovenii în sec XVII), este atunci în mare parte strămutată în Dobrogea, în locul ei venind de acolo bulgari și găgăuzi, iar din Rusia, ruși și ucraineni. Dintre vechii locuitori rămân doar o parte dintre greci și dintre lipoveni, care își continuă îndeletnicirea de pescari.